# نهر جالود

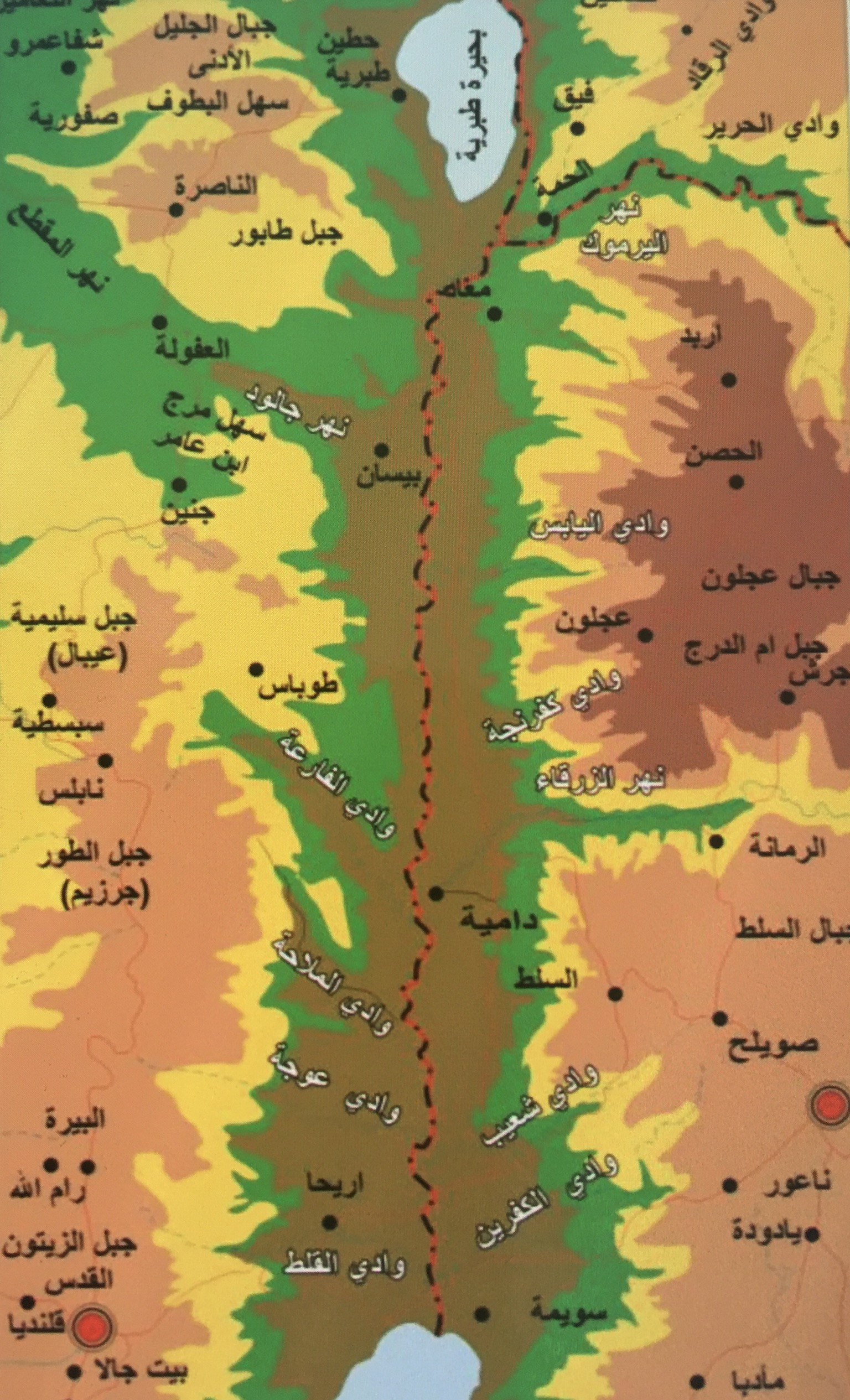
جالود وأودية نهر الشريعة

نهر جالود نهر صغير يرفد نهر الأردن من الجهة الغربية جنوب بحيرة طبريا في منطقة سهل بيسان. يصرف مياه المرتفعات الغربية المطلة على غور الأردن الممتدة من نهاية سهل مرج ابن عامر إلى المرتفعات الجنوبية المطلة على غور بيسان؛ كما يصرّف مياه جبال فقوعة «جبال جلبوع» ومياه منطقة الطيبة الجارية بين جبل الدحي وكوكب الهوا.

## المجرى
بدايات نهر جالود تتشكل من أودية بقرب جبل الدحي على ارتفاع 515 مترا، حيث يشكل جبل الدِّحي خط تقسيم المياه بين نهر جالود في الجنوب ووادي طابور في الشمال، وتقسم أراضي منطقة العفولة المياه بين أعالي نهر جالود وبدايات نهر المقطّع الذي يتجه نحو الشمال الغربي ليصب في البحر المتوسط.
يسير وادي جالود جنوباً باتجاه أراضي قرية زرعين، ثم يلتف باتجاه الجنوب الشرقي بالقرب من جبل فقوعة، ويزداد غرضه غرب مدينة بيسان ليبلغ 2.5 إلى 3 كيلومترات، ويتجه شرقا ليصب في نهر الأردن.
يبلغ طول نهر جالود المستمر الجريان 20 كم، وتتفاوت كميات المياه فيه حسب معدل الأمطار، ويتراوح متوسط الأمطار السنوي في حوض نهر جالود بين 300 و450 مم.

## أهمية الموقع الاقتصادية والتاريخية
يربط وادي جالود شرق وغور الأردن مع سهل مرج ابن عامر والساحل الفلسطيني، وفيه وقعت معركة عين جالوت بين المسلمين والتتار. وكذلك أنشئت فيه طرق المواصلات البرية المختلفة، ومنها سكة حديد دمشق – درعا – سمخ - بيسان المتجه إلى العفولة فحيفا.